# Burt Dalton
Burt Dalton é um supervisor de efeitos visuais estadunidense. Venceu o Oscar de melhores efeitos visuais na edição de 2009 pelo filme The Curious Case of Benjamin Button, além de ser indicado em outras três ocasiões.